# Mieko Kawakami
Mieko Kawakami (japonsky 川上 未映子, Kawakami Mieko; * 29. srpna 1976 Ósaka) je japonská spisovatelka a básnířka, jejíž díla byla přeložena do více než 30 jazyků a získala prestižní japonská literární ocenění. Ve svých realistických prózách se zamýšlí nad etickými otázkami a dilematy moderní japonské společnosti.

## Život a dílo
Vyrůstala v chudých poměrech v rodině bez otce, jen s matkou, babičkou a dvěma sourozenci. Na střední škole studovala design, od čtrnácti let chodila na brigády do továrny. Později pracovala jako hosteska v baru a přes den na částečný úvazek jako prodavačka v knihkupectví, aby pomohla svému mladšímu bratrovi studovat vysokou školu. V roce 1996 se zapsala na distanční studium filozofie soukromé univerzity Nihon v Tokiu. V roce 2002 se začala věnovat zpěvu, postupně vydala tři alba a aby podpořila svou hudební kariéru, začala psát blog. V době největší slávy její blog, v němž se věnovala intimním záležitostem ženského těla a duše, zaznamenal přes 200 000 návštěv denně. V roce 2006 ukončila svou hudební kariéru, aby se mohla soustředit na psaní. Debutovala jako básnířka a v roce 2007 vydala svou první novelu Moje ego, moje zuby a svět. V roce 2008 obdržela za novelu Prsa a vajíčka (乳と卵), vycházející z jejího blogu, Akutagawovu cenu pro začínající autory.
V roce 2019 Kawakami vydala román Letní příběh (夏物語 Nacu monogatari), který je značně rozšířenou verzí novely Prsa a vajíčka. Zabývá se problémem žen a jejich vztahu k vlastnímu tělu, početí a mateřství. Kniha byla přeložena do mnoha jazyků a dosáhla celosvětového úspěchu. Kawakami se stala feministickou ikonou. Ona sama však odmítala být označována za feministickou autorku. V dekádě, která následovala, Kawakami napsala několik dalších románů, včetně Nebe v roce 2009 a Všichni milenci v noci v roce 2011. Lišily se stylem a obsahem, ale vyznačovaly se realistickým pohledem na japonskou společnost. Její román Nebe (ヘヴン), o chlapci šikanovaném svými spolužáky je o spravedlnosti, morálce a násilí. V roce 2010 získal cenu Murasaki Šikibu, která se v Japonsku uděluje autorkám za vynikající díla beletrie a literatury. V roce 2022 se anglický překlad románu Nebe dostal do užšího výběru na Mezinárodní Bookerovu cenu.
Počátkem 20. let 21. století pracovala na románu Žlutý dům (黄色い家), který se odehrává v Tokiu na počátku pandemie koronaviru. Je to její nejmodernější román se čtyřmi ženskými postavami, které se musí potýkat s následky toho, co je před dvěma desetiletími rozdělilo.
Kromě románů a povídek je autorkou esejí a rozhovorů s významnými představiteli japonské vědy, filosofie a umění, např. Tamaki Saito, Šiniči Fukuoka, Rieko Matsuura, Yoko Tawada, Hiroši Homura, Hitoši Nagai, Haruki Murakami. Vyšly jí dvě básnické sbírky: Na špičce se mě dotkne, dotkne se mě, Soraeewa (先端で さすわ さされるわ そらええわ, 2008) a Akvárium (2012).
V roce 2006 se provdala za bývalého zástupce své nahrávací společnosti Victor Entertainment, ale v roce 2010 se rozvedli. Žije v Tokiu, od roku 2011 je provdána za spisovatele Kazušige Abeho. V roce 2012 se jim narodil syn.
Mieko Kawakami si také zahrála ve filmu Pandořina skříňka (Pandora no hako) režiséra Masanori Tominagy, který byl uveden v Japonsku v roce 2009. Za svůj výkon obdržela cenu pro začínající herečky. Spolupracuje i s rozhlasem a televizí. Podle jedné z jejích povídek byl v roce 2023 v Japonsku natočen celovečerní film Ice cream Fever.

### Romány v češtině
- Prsa a vajíčka (乳と卵, Čiči to ran), nakladatelství Odeon 2021, překlad Klára Macúchová
- Nebe (ヘヴン, Hevun), nakladatelství Odeon 2023, překlad Klára Macúchová